# دوره نیابت سلطنت
دوره نیابت سلطنت (انگلیسی: Regency era) با نام دیگر دوره ریجنسی، عنوان منتسب به دوره‌ای است در تاریخ انگلستان که از زمان برکناری پادشاه جرج سوم به دلیل بیماری و جانشینی فرزندش، شاهزاده جرج چهارم آغاز می‌گردد. در طول دوران برکناری تا زمان مرگ جرج سوم، فرزندش با عنوان نایب‌السلطنه حکومت کرد و در سال ۱۸۲۰ پس از مرگ جرج سوم، عنوان پادشاهی به نایب‌السلطنه رسید. به همین دلیل به فضای حاکم بر این دوران، عنوان دوران نیابت سلطنت داده‌اند. برای این دوره، در حقیقت بخش‌های مختلفی از تواریخ نزدیک به یکدیگر ذکر گردیده که برخی از آنها به نسبت طولانی‌تر است.
بخشی از این دوران به تاریخ ۱۸۱۱ تا ۱۸۲۰ اشاره دارد. بخش دیگری نیز دوره‌ای است شامل نیمهٔ دوم از حکومت جرج سوم و پس از وی، سلطنت پسرانش موسوم به جرج چهارم و ویلیام چهارم از ۱۷۹۵ تا ۱۸۳۷ که اغلب از همین دوران با عنوان دورهٔ ریجنسی یا همان نیابت سلطنت یاد می‌شود. فضای حاکم بر این دوران با روندی متمایز در زمینهٔ معماری، ادبیات، سیاست و فرهنگ همراه بود که از همهٔ آنها با عنوان منتسب به همین دوره یاد می‌شود. در سال ۱۸۳۷ پس از جلوس ملکه ویکتوریا بر تخت سلطنت، دوران نیابت سلطنت نیز به پایان رسید

## نگارخانه

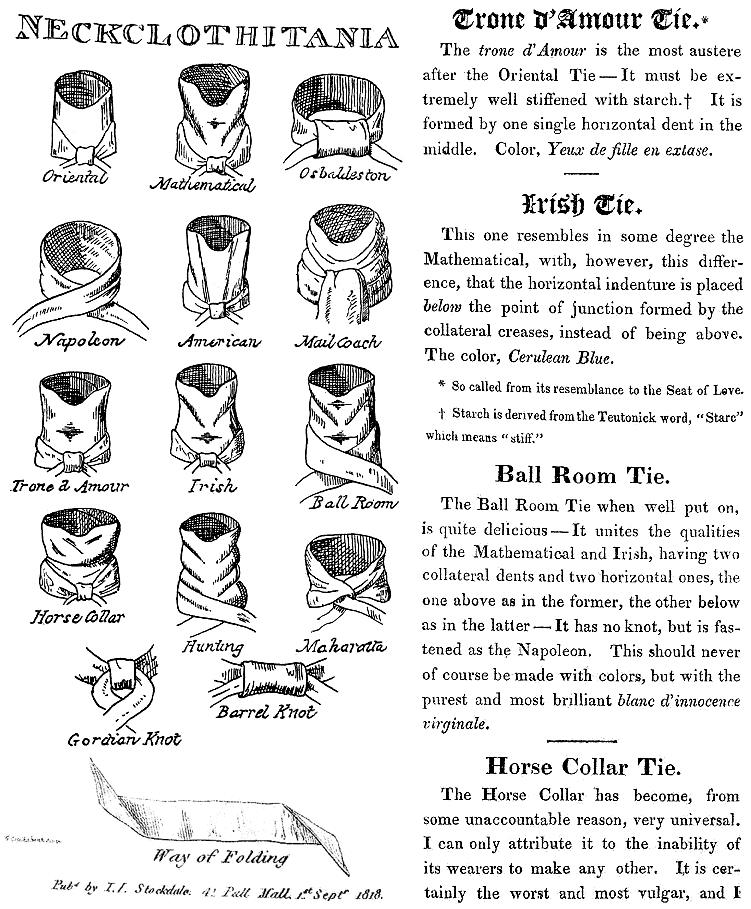
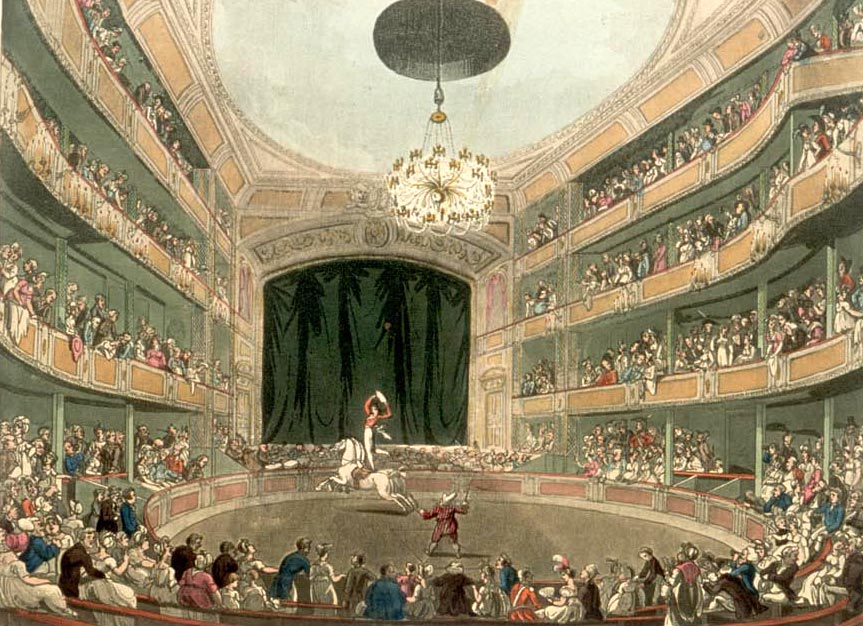
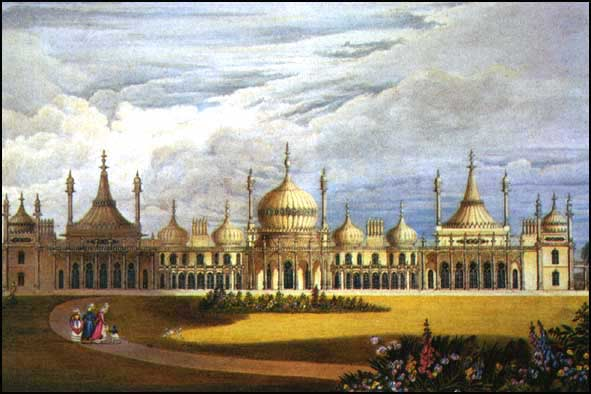
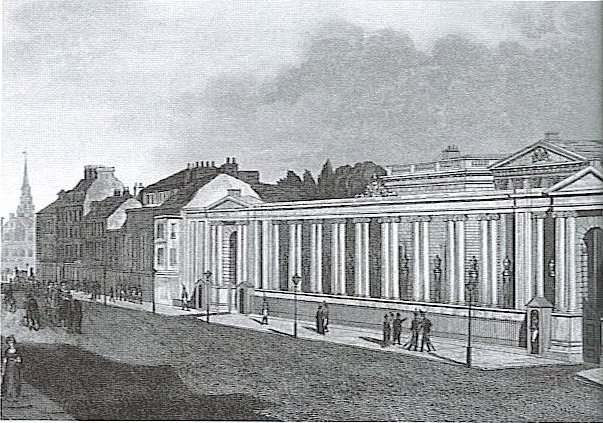
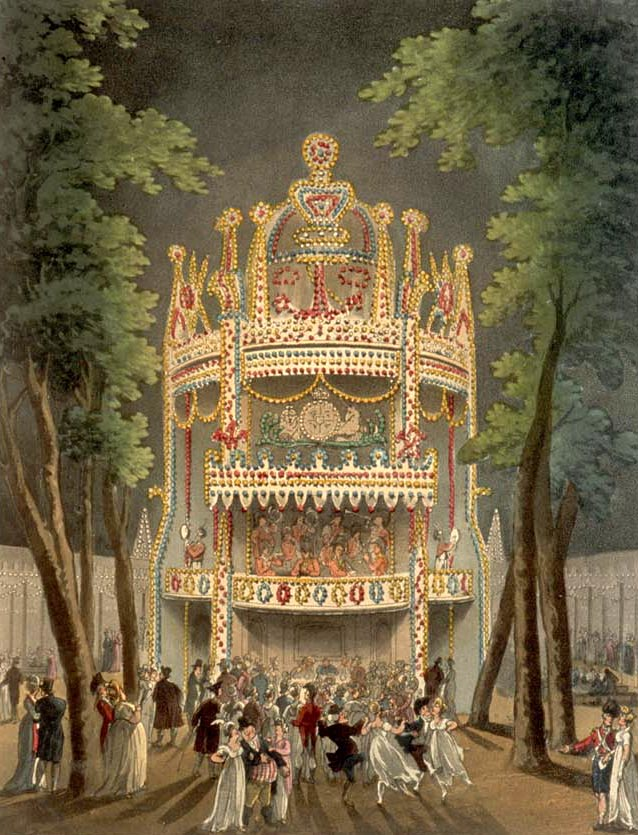
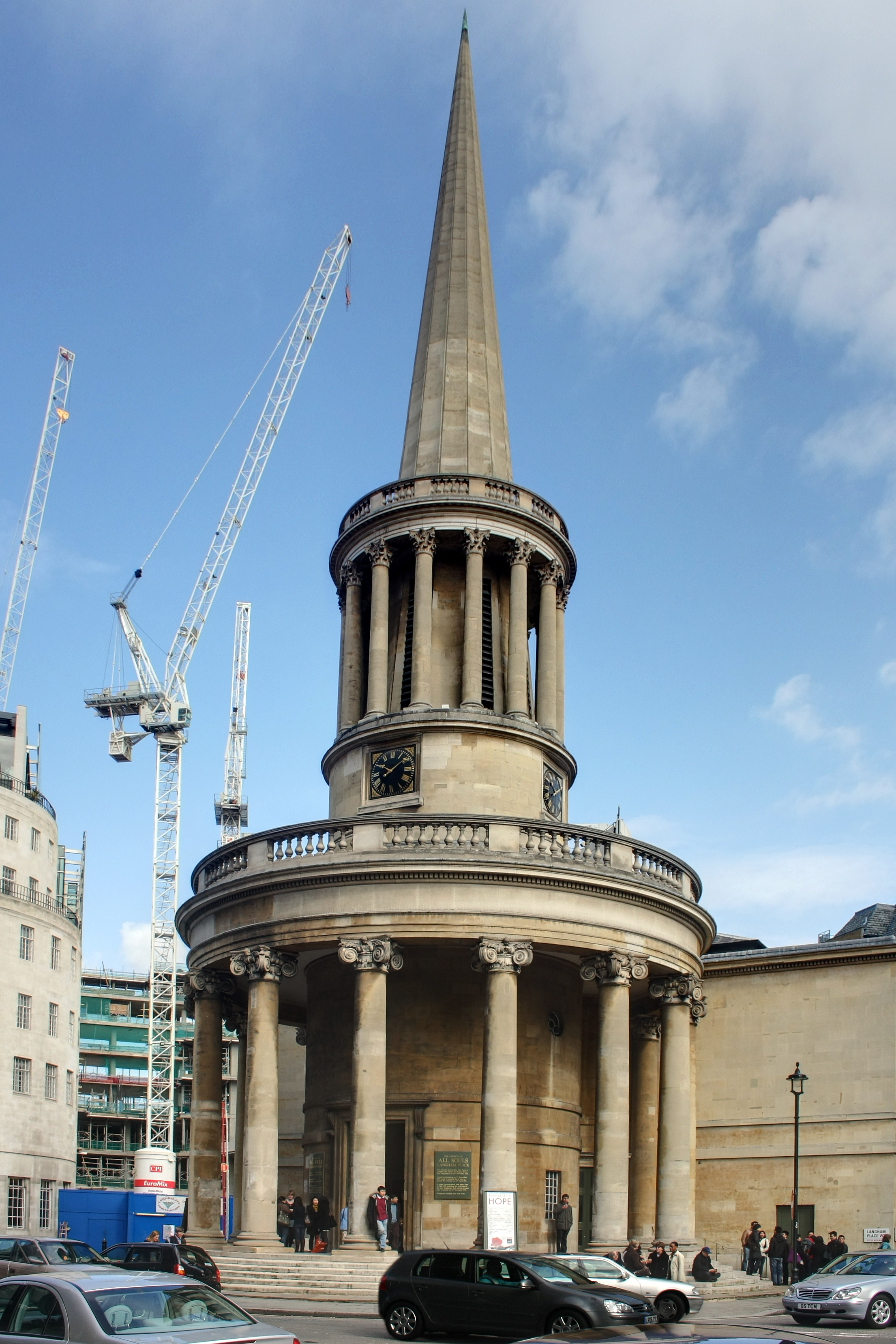
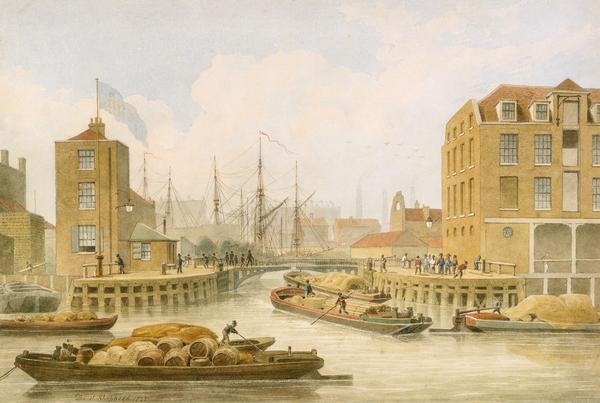
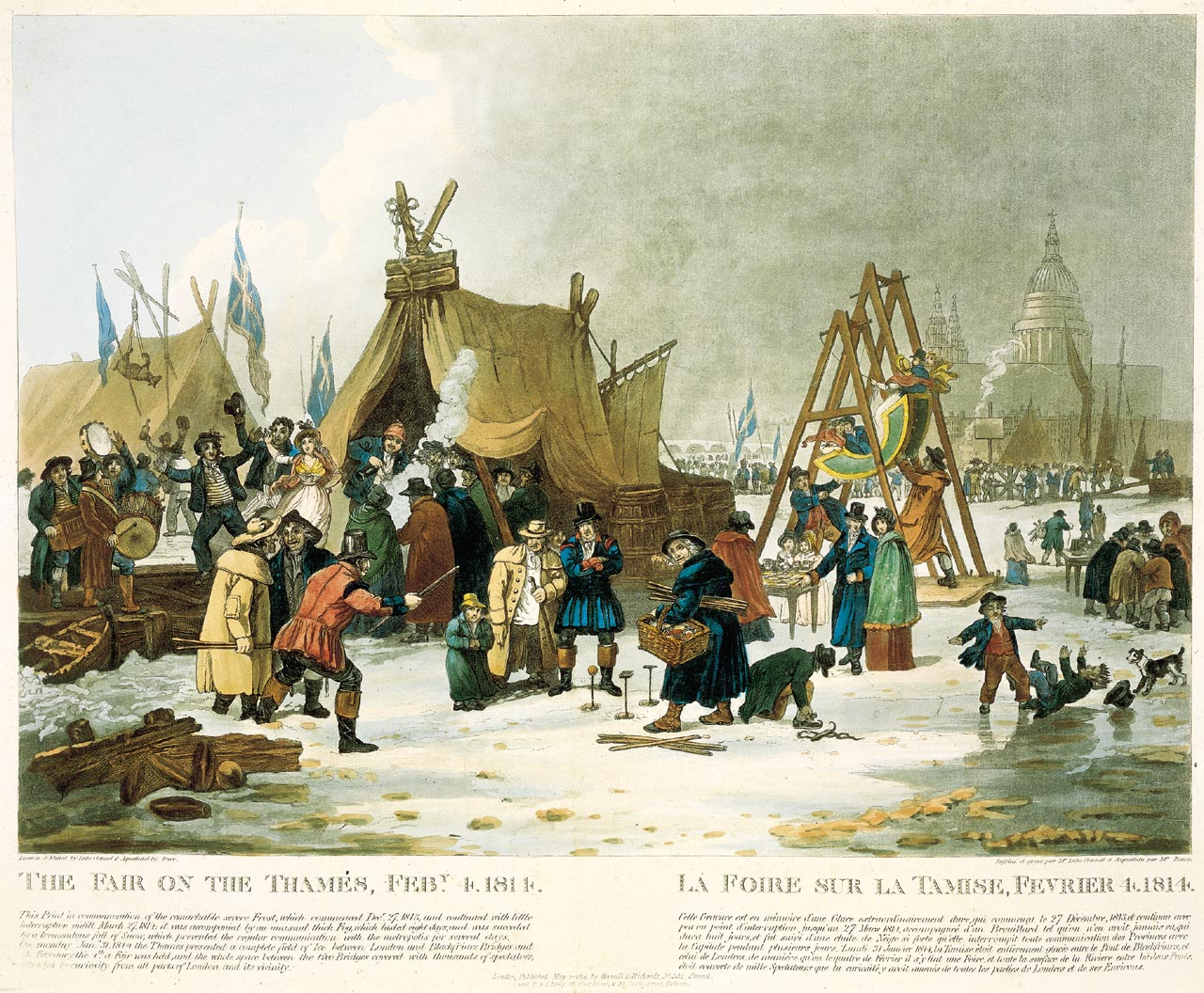
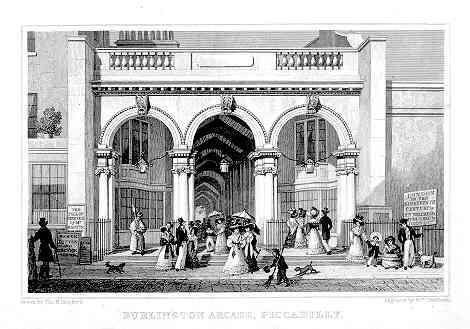
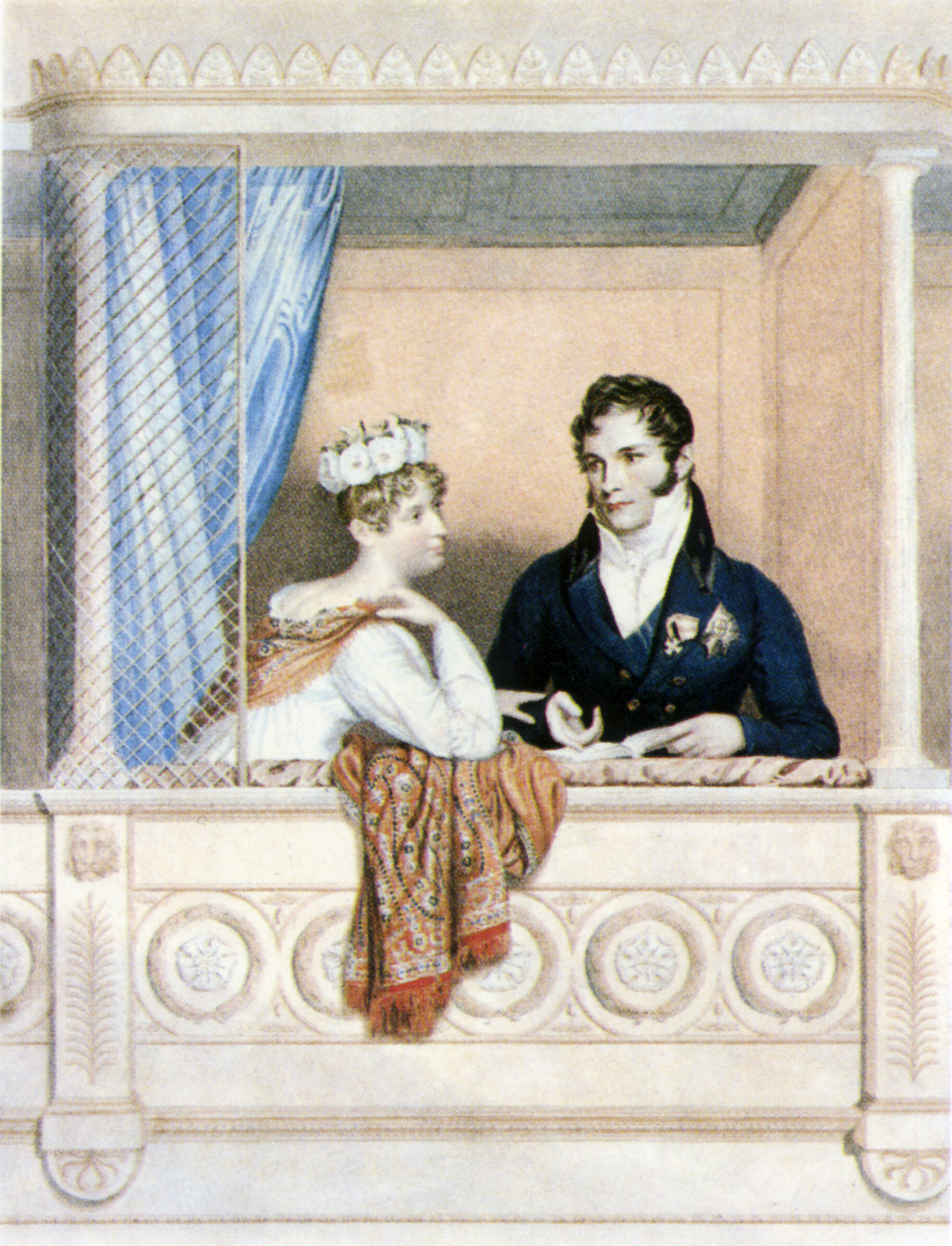
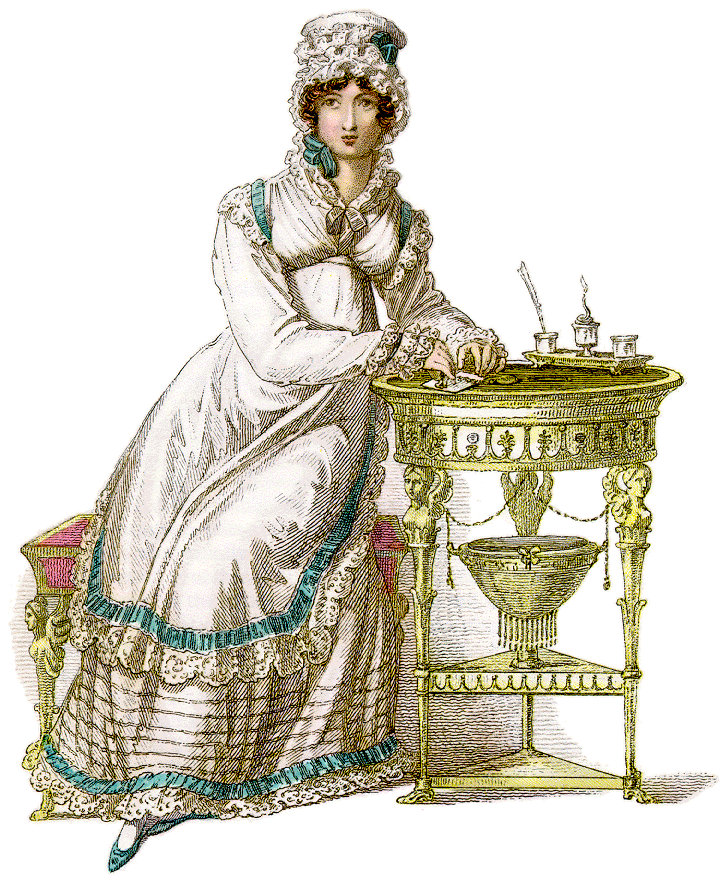
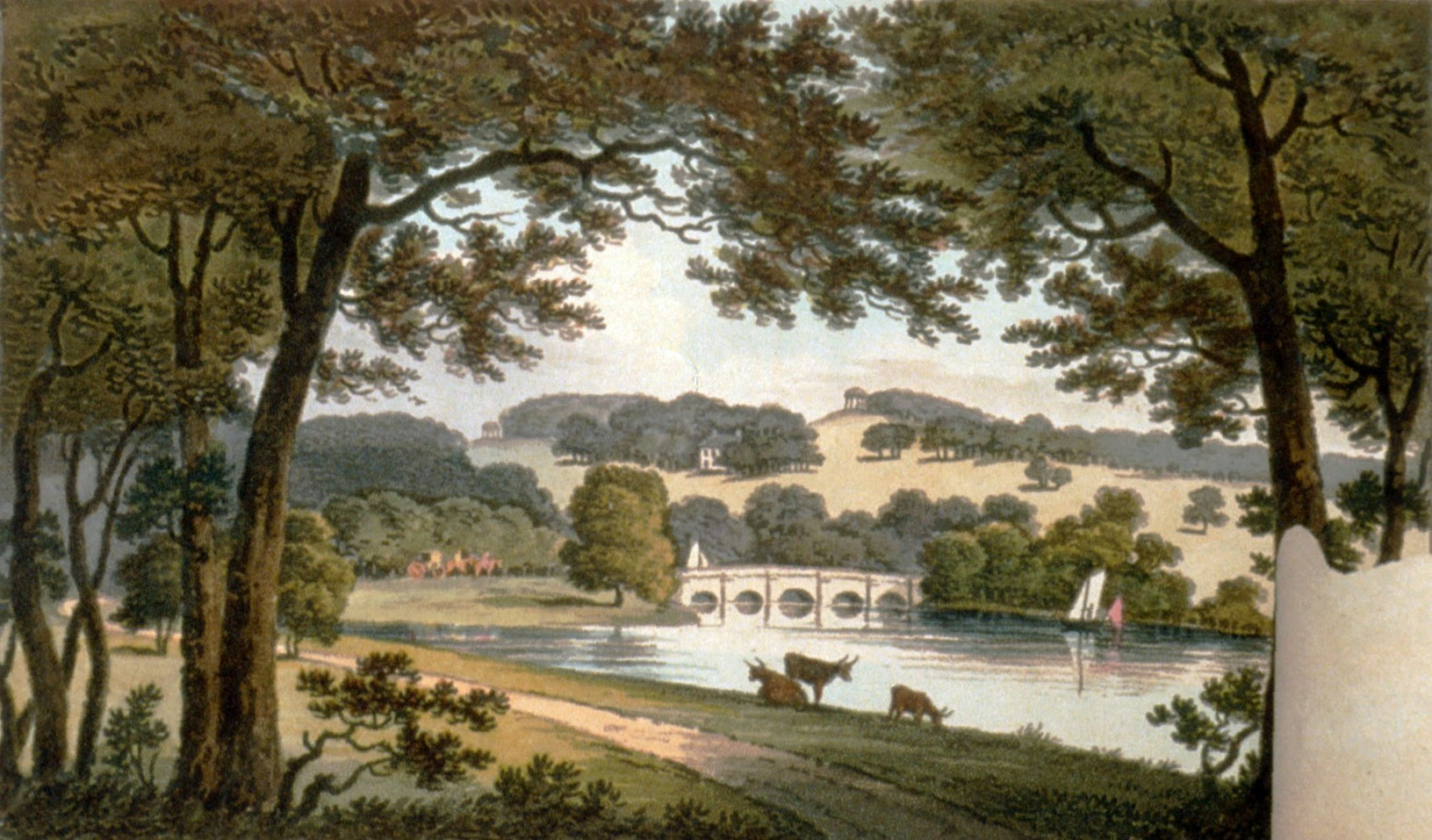
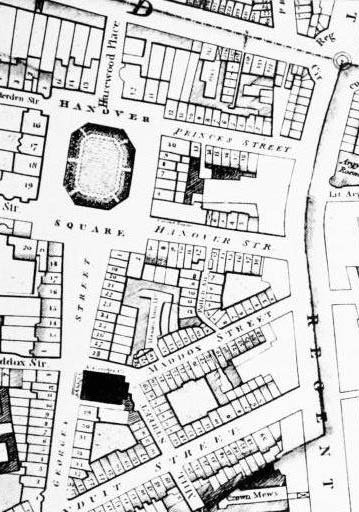
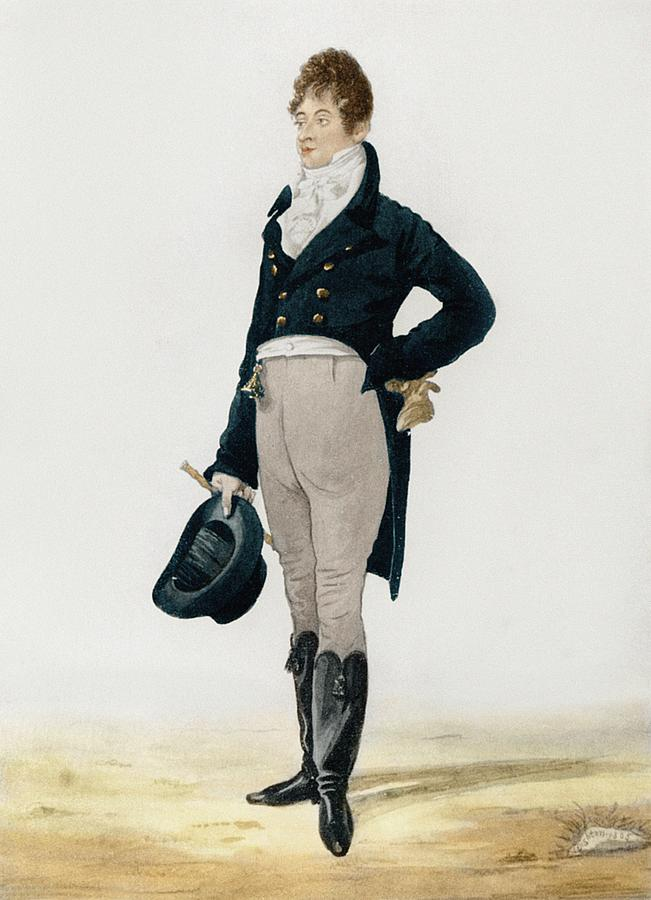
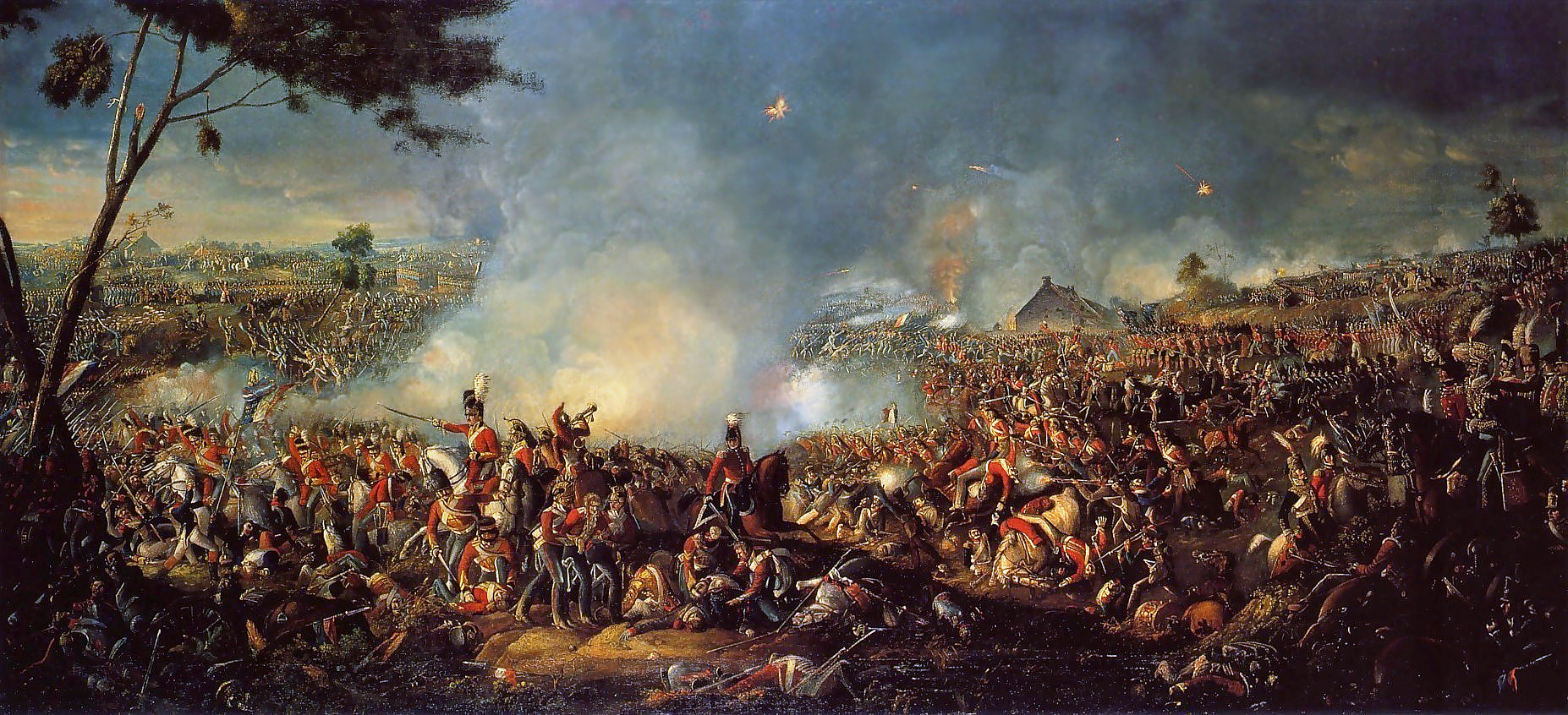
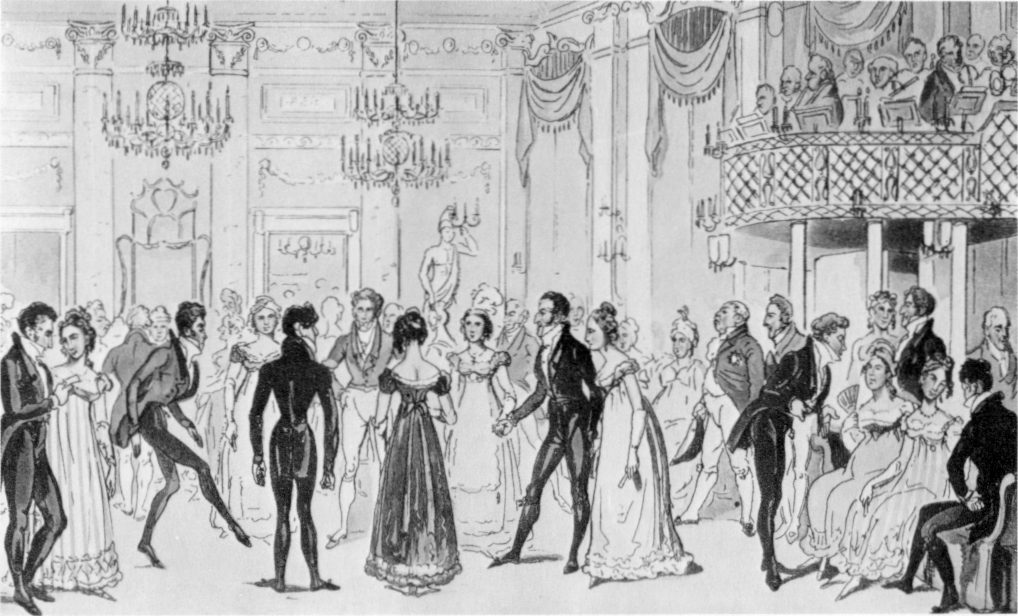
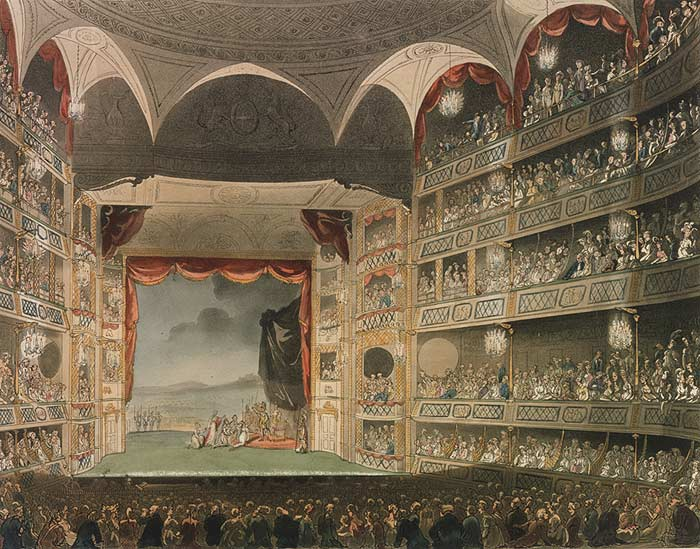
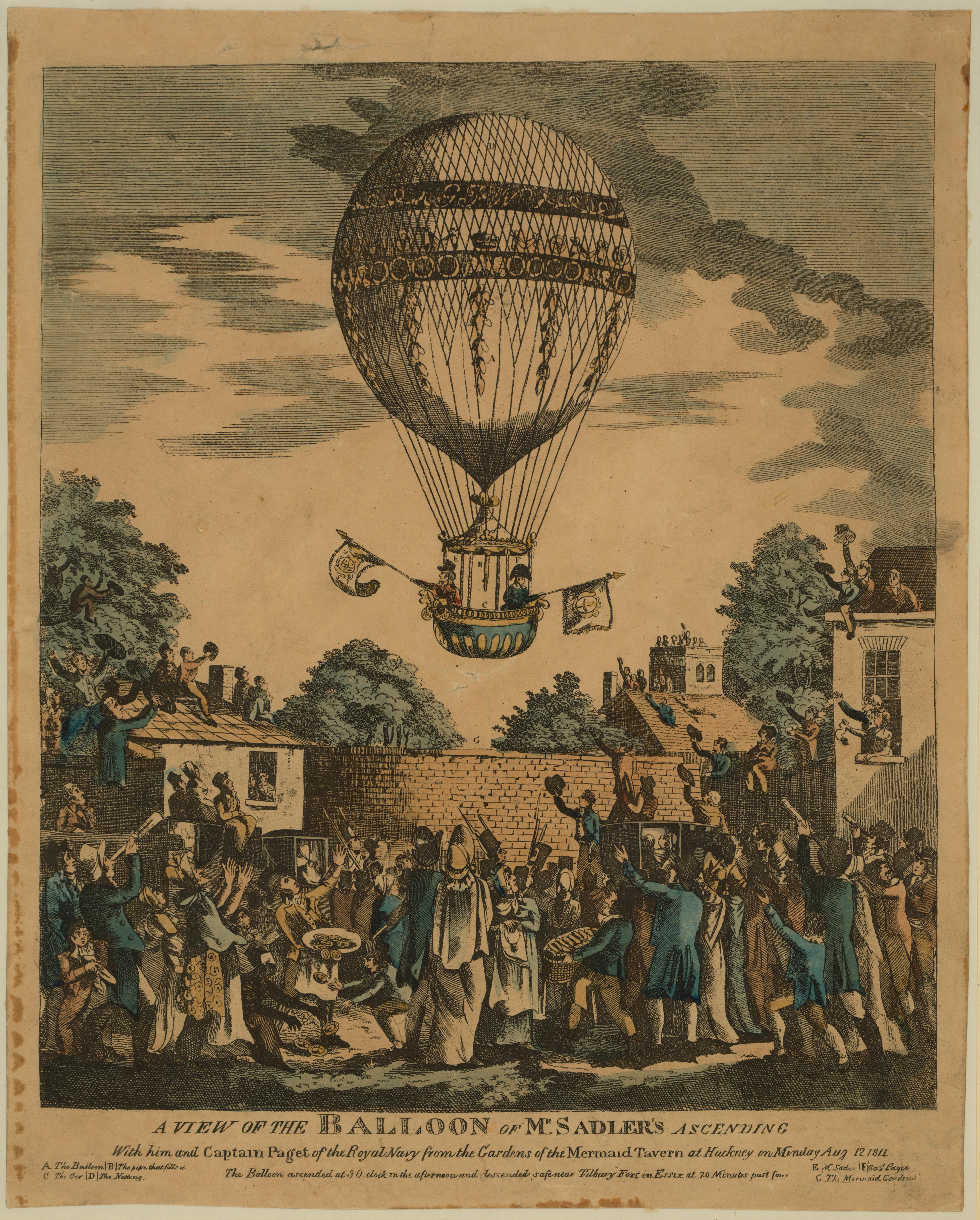
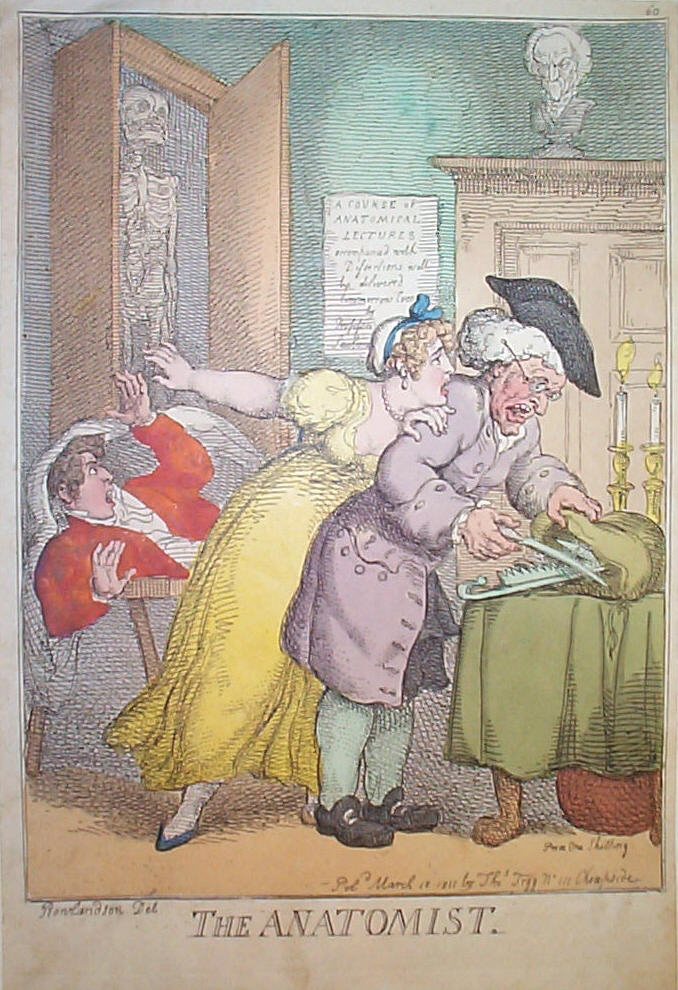
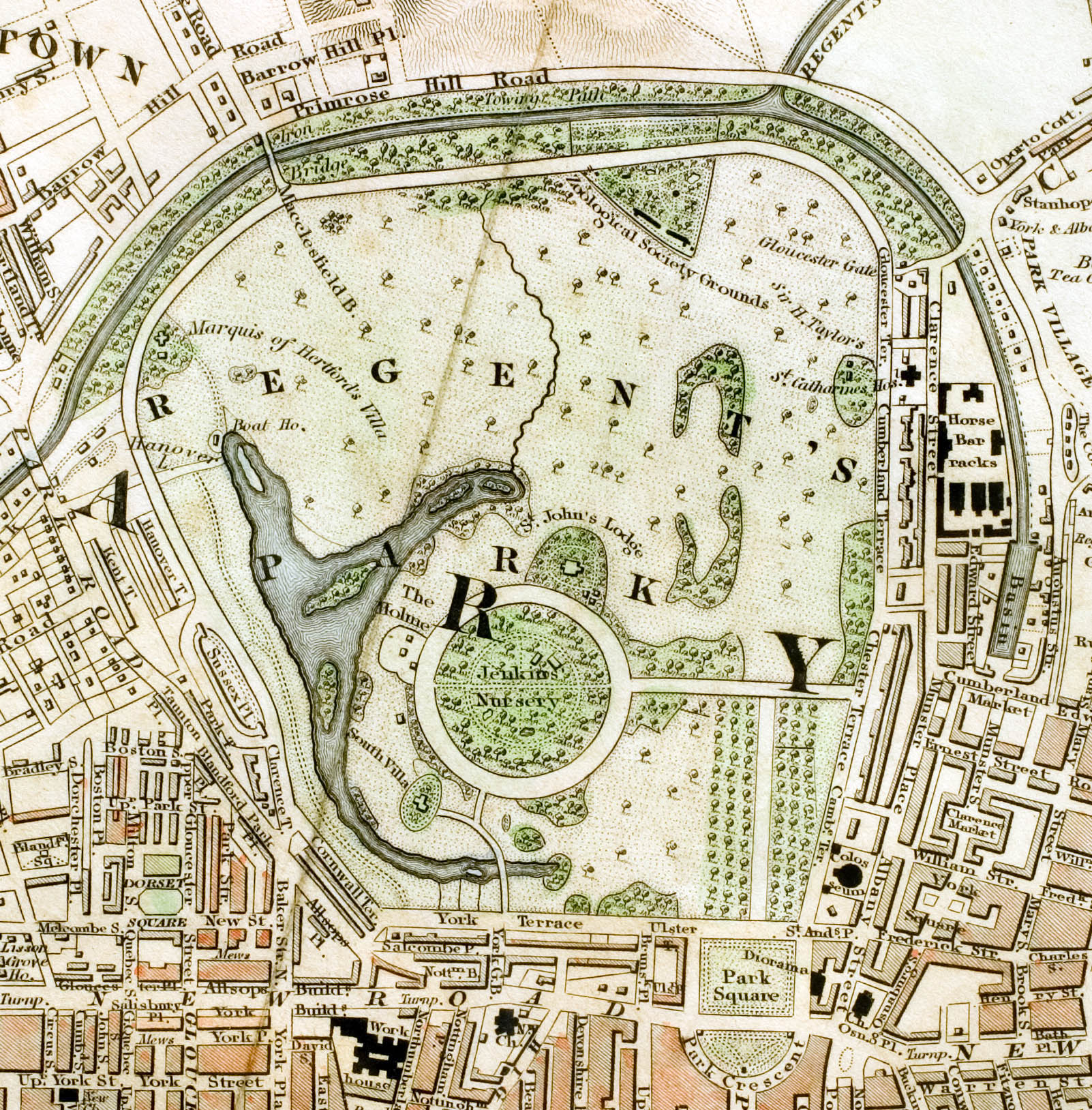
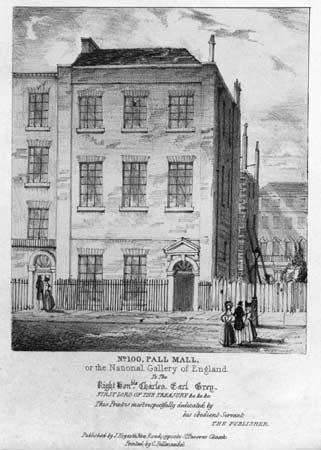
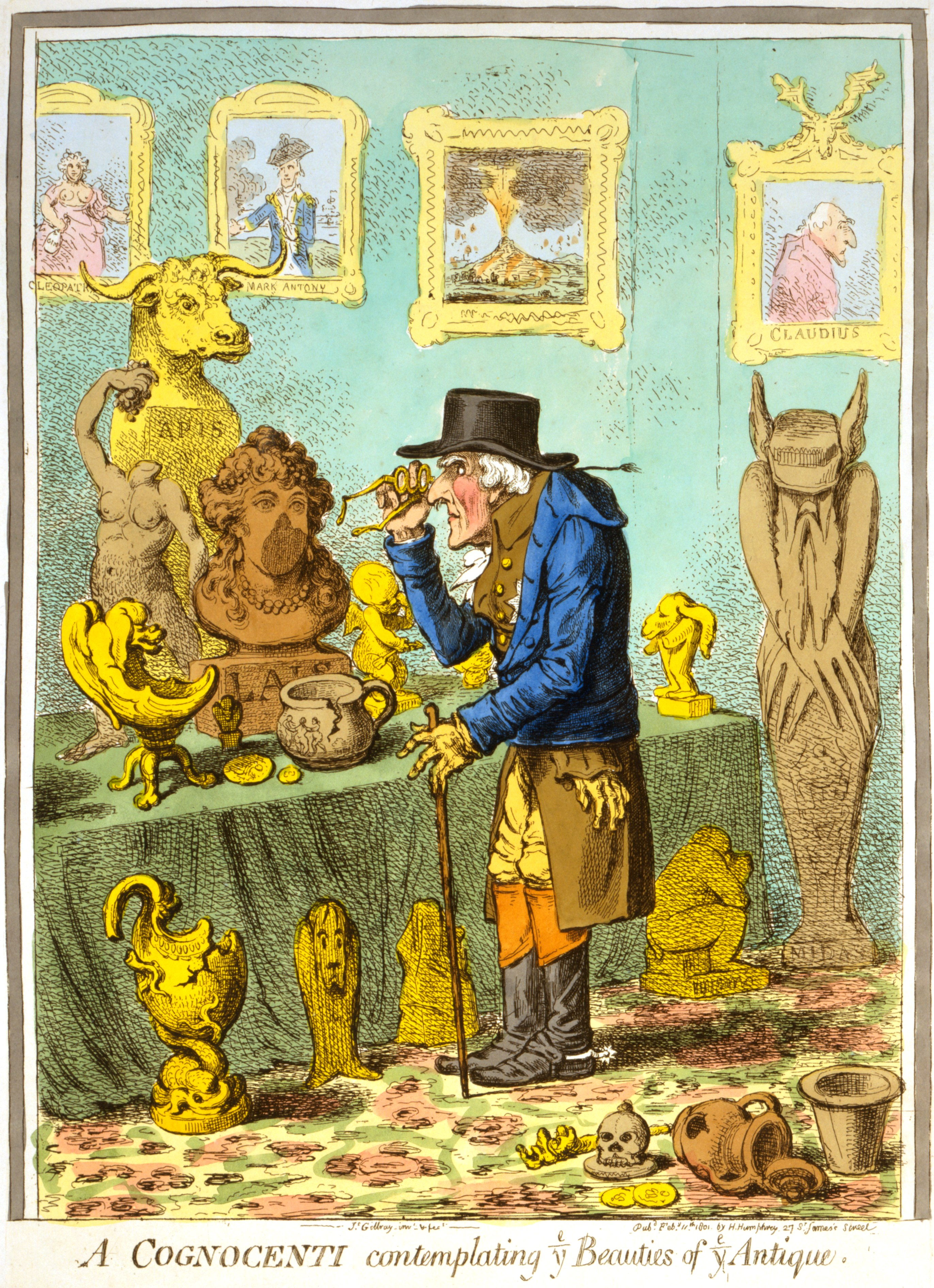
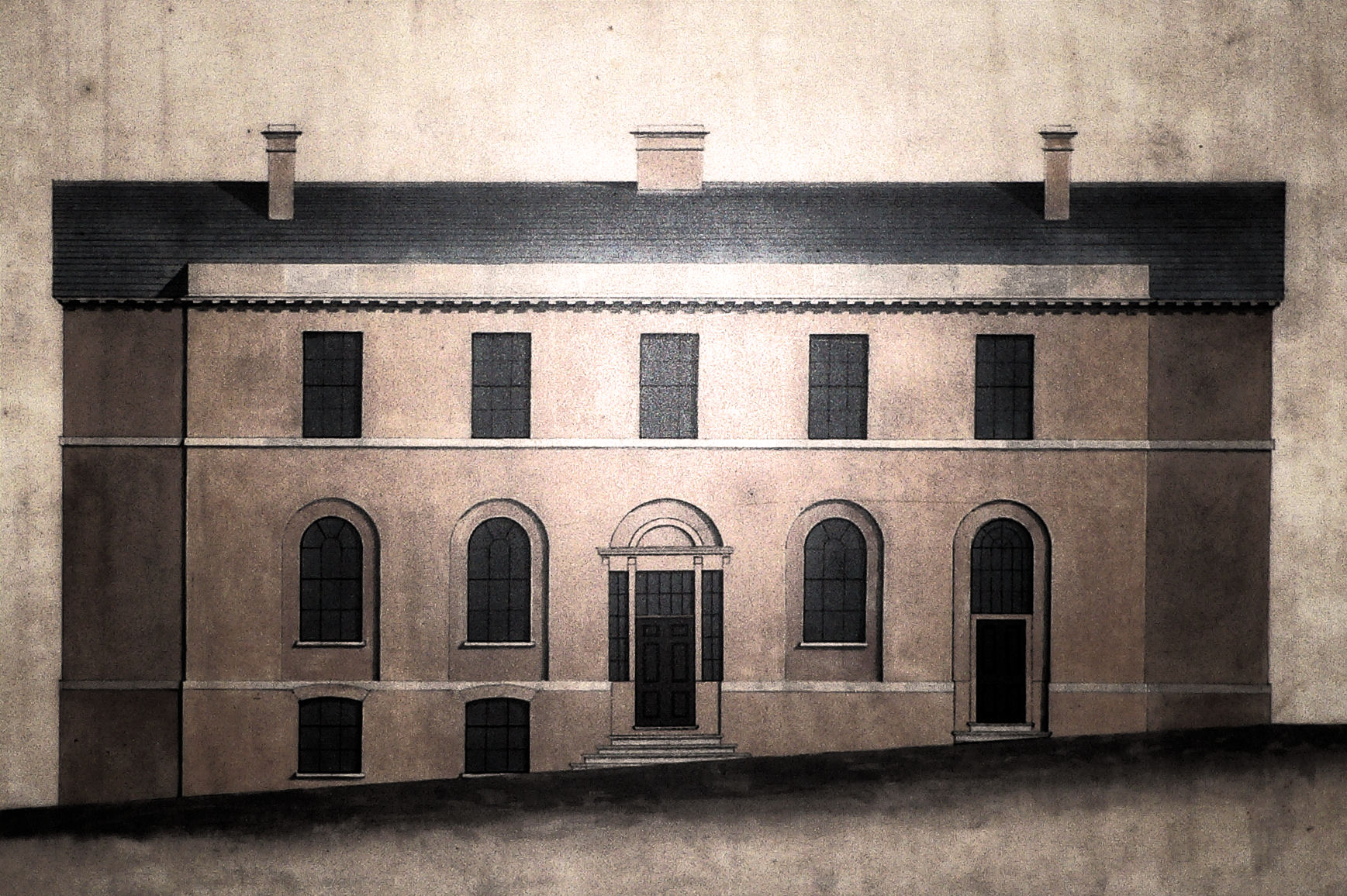
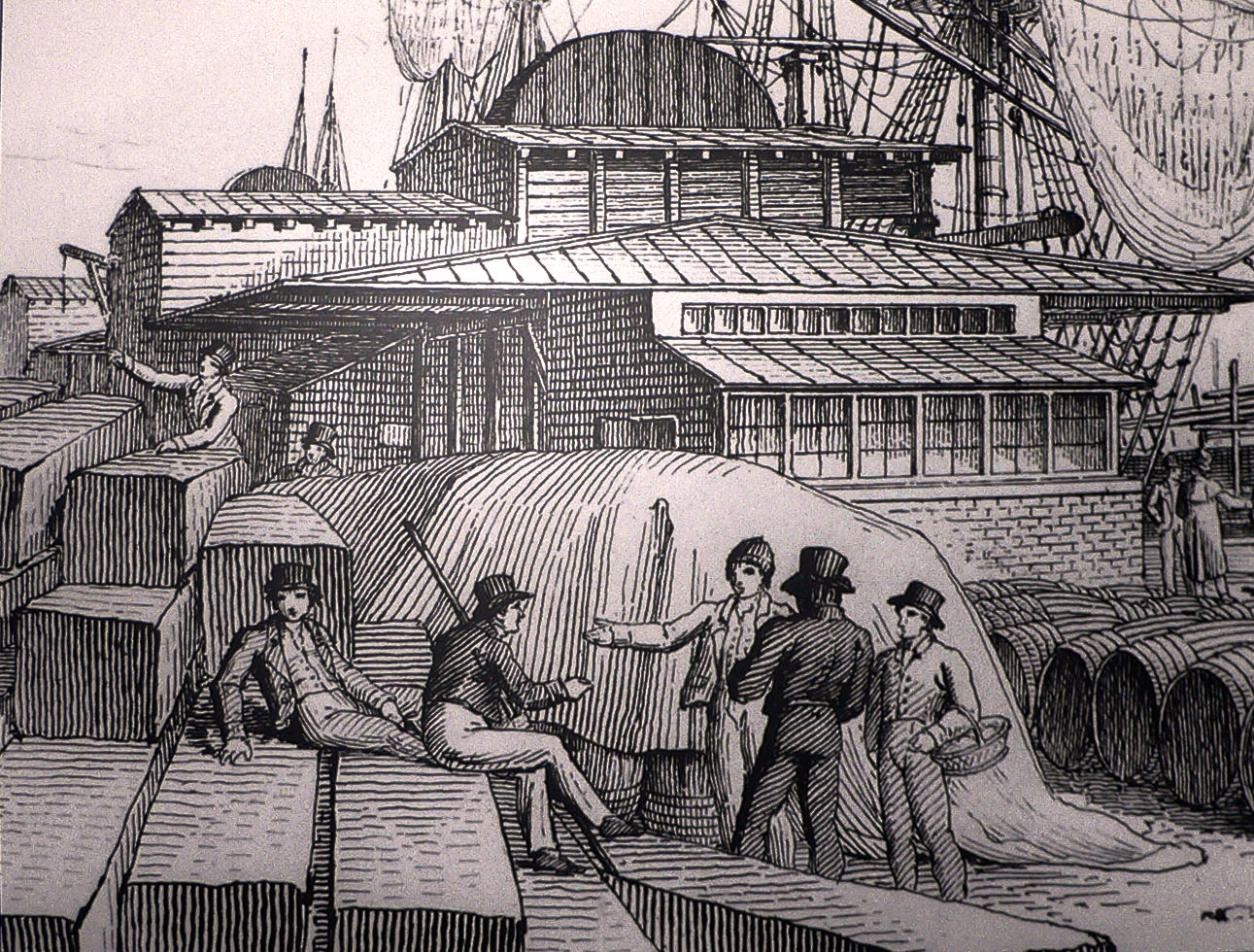
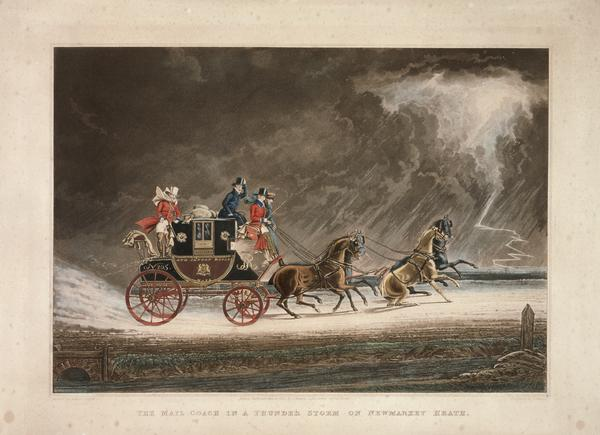
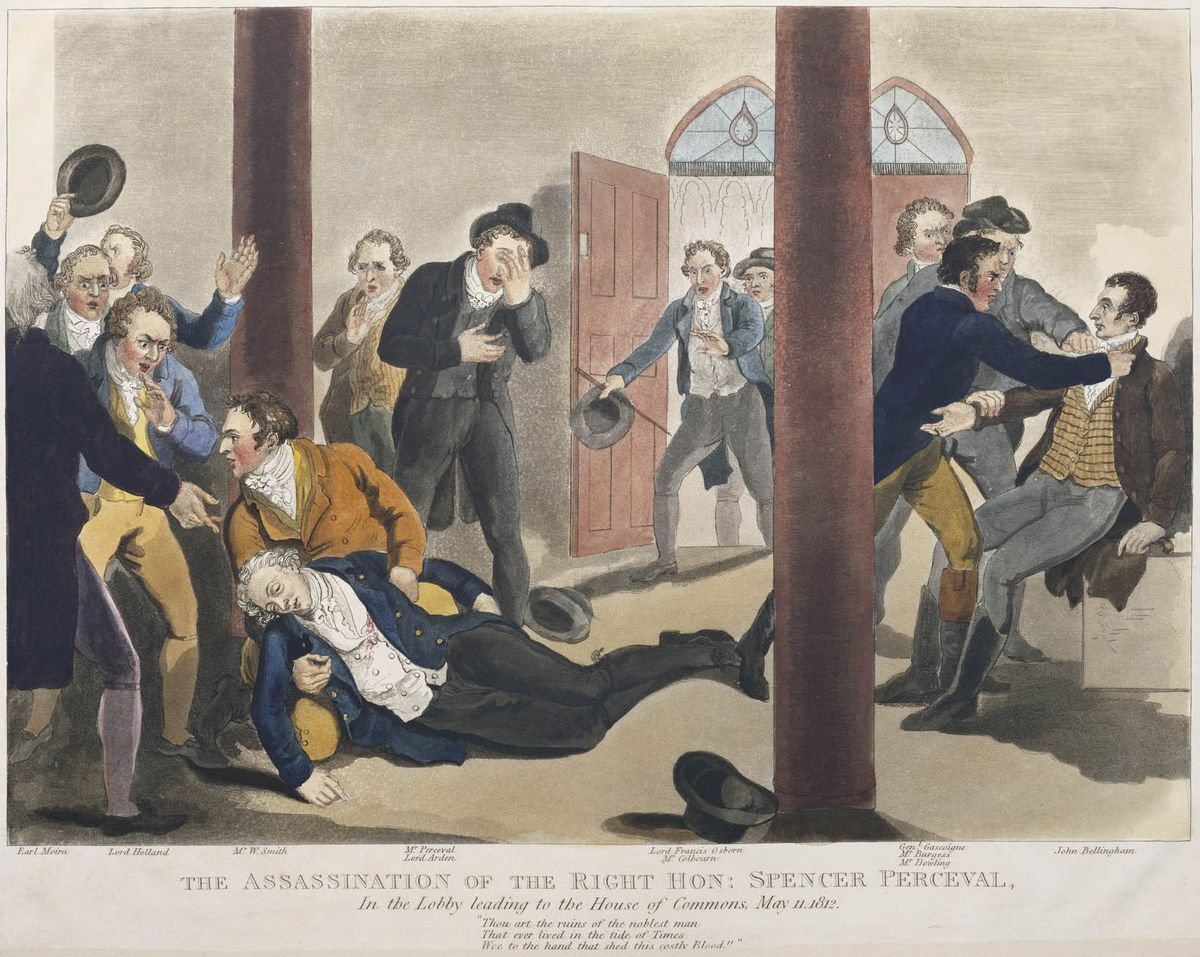
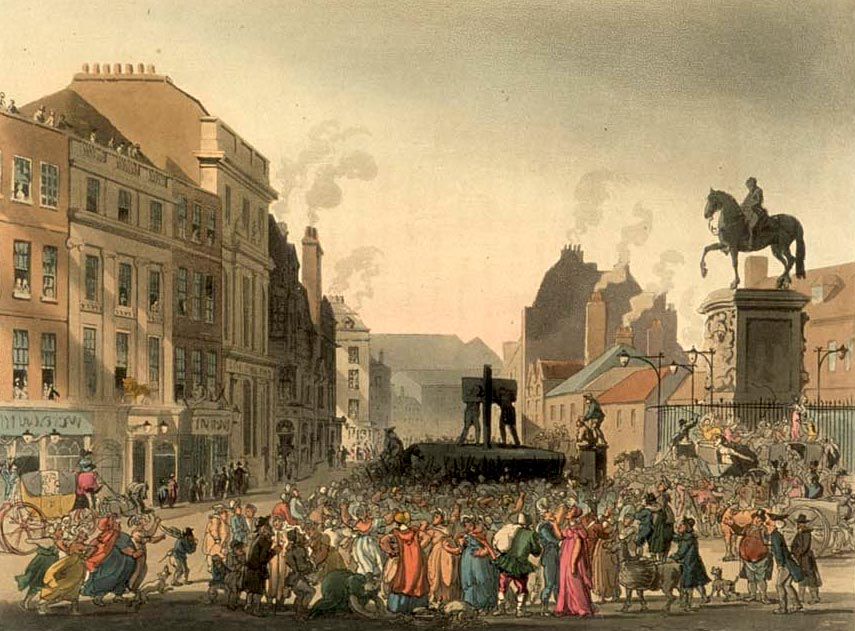
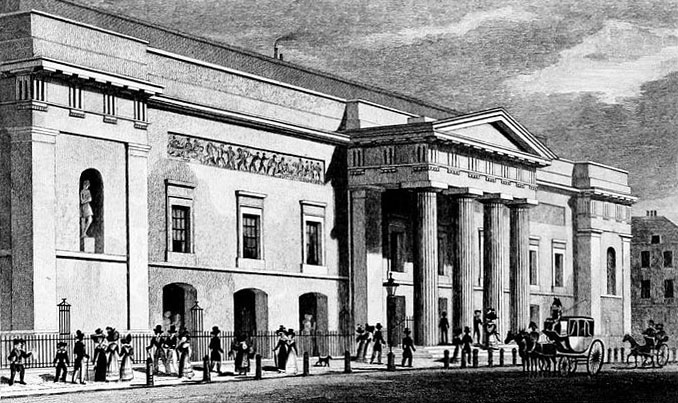